# Arthur Guinness, I barone Ardilaun
Arthur Edward Guinness, I barone Ardilaun (Dublino, 1º novembre 1840 – Dublino, 20 gennaio 1915), è stato un imprenditore, politico e filantropo irlandese.

## Biografia
Guinness nacque a St Anne's, Raheny, vicino a Dublino, primogenito di Sir Benjamin Guinness, I Baronetto, e di sua moglie, Elizabeth Guinness. Era il fratello maggiore di Edward Guinness, I conte di Iveagh e pronipote di Arthur Guinness, il fondatore del birrificio omonimo. Frequentò l'Eton e il Trinity College di Dublino, e nel 1868 succedette a suo padre come baronetto.

## Carriera

### Carriera politica
Nel 1868 Guinness fu eletto deputato conservatore per la città di Dublino, un seggio che mantenne per un solo anno. La sua elezione è stata annullata a causa degli sforzi illegali del suo agente elettorale. Fu rieletto alle successive elezioni nel 1874.
Nel 1872 fu sponsor della "Irish Exhibition" a Earlsfort Terrace a Dublino, che fu organizzata per promuovere il commercio irlandese. Nel 1890 sostenne l'Alleanza unionista irlandese .
Dopo essersi ritirato dalla compagnia Guinness nel 1876, quando vendette la sua metà delle quote a suo fratello Edward per 600.000 sterline, fu nel 1880 elevato alla nobiltà come Barone Ardilaun, di Ashford nella Contea di Galway. La sua casa era Ashford Castle.

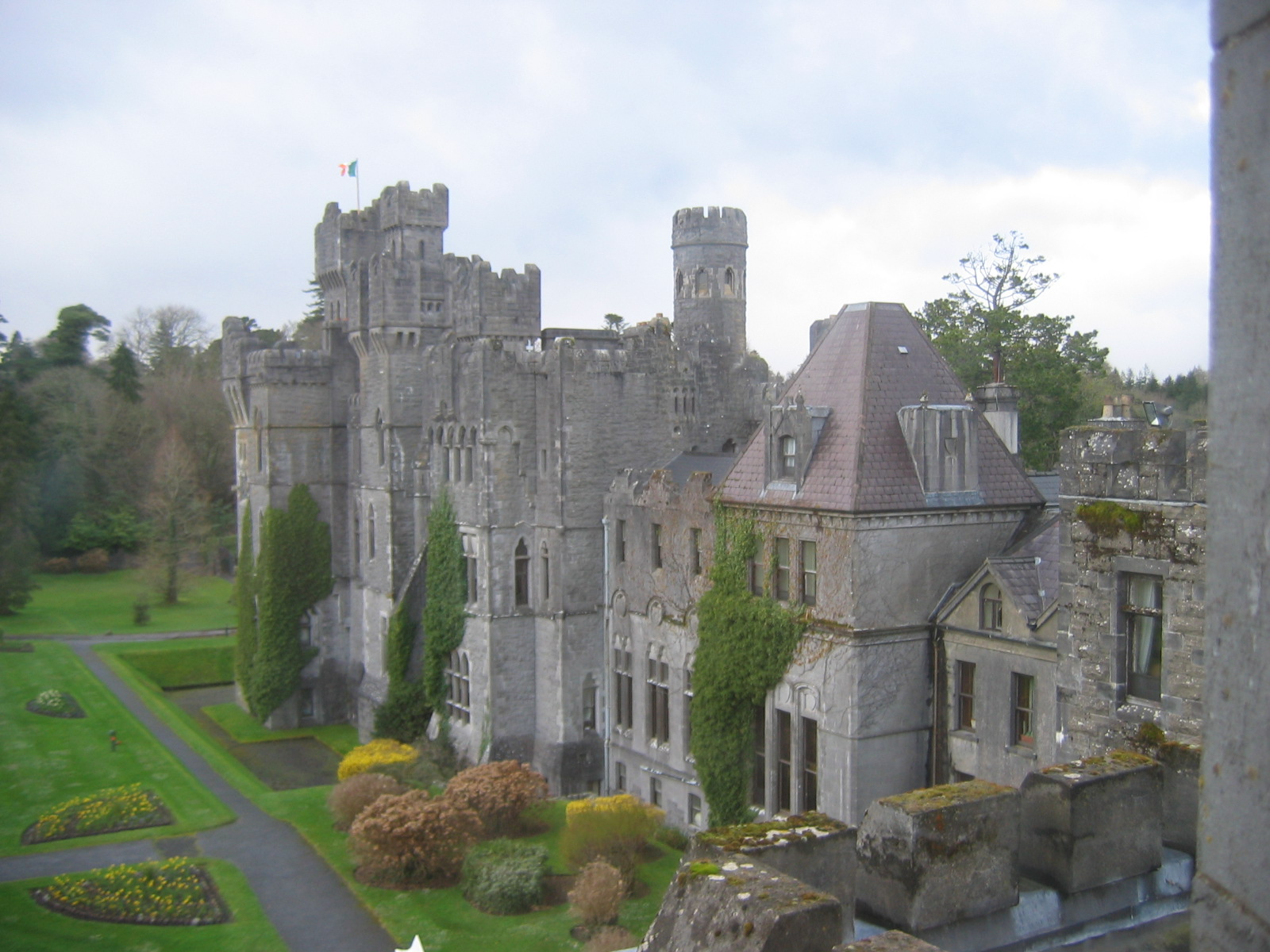
Ashford Castle

### Proprietà
Nel 1852, suo padre, erede della fortuna del birrificio della Guinness, acquisì diverse proprietà del Connacht che erano in vendita nella Corte delle proprietà di Encumbered. Comprò la tenuta di Ashford da Lord Oranmore e Browne, la tenuta di Doon da Sir Richard O'Donnell, la tenuta di Cong da Alexander Lambert, parte della tenuta di Rosshill da Lord Charlemont e Leitrim, parti di Connemara da Christopher St George. Nel 1859, acquistò Kylemore da un consorzio bancario. Con questi affari immobiliari, Benjamin Guinness divenne proprietario di 670 inquilini, 316 dei quali affittati a meno di £ 5 all'anno. Con la morte di suo padre nel 1868, Guinness continuò sulle orme del padre, acquistando vaste aree a Galway. "Comprò la tenuta di Elwood di Strandhill, appena oltre il fiume da Ashford, Cong, nel 1871, e Lord Kilmaine gli vendette le isole Inishdoorus a Lough Corrib, parte di Nymphsfield vicino a Cong nel 1875. William Burke di Lisloughry era il suo agente".
Possedendo 33.000 acri acquistati di recente da suo padre o da lui nelle contee di Galway e Mayo, Ardilaun fu posto in una posizione difficile e insolita durante la Guerra della terra. Gli inquilini avevano iniziato uno sciopero degli affitti contro i proprietari terrieri assenti che si preoccupavano poco delle loro proprietà. Al contrario, Ardilaun visse ad Ashford per gran parte dell'anno e investì pesantemente nelle sue terre, ma fu costretto a vendere terra dal 1880 e vide due dei suoi ufficiali giudiziari uccisi in quello che divenne noto come Lough Mask Murders nel gennaio 1882. Con la famiglia Digby fu un comproprietario delle Isole Aran che furono acquistate obbligatoriamente dal consiglio dei distretti congestionati nel 1916.

### Filantropia
Ardilaun è stato, come molti della famiglia Guinness, un generoso filantropo, dedicandosi a una serie di cause pubbliche, tra cui il restauro della Marsh's Library a Dublino e l'estensione del Coombe Women's Hospital della città. Acquistando e mantenendo intatta la tenuta intorno a Muckross House nel 1899, aiutò il movimento a preservare il lago e il paesaggio montano intorno a Killarney, ora una delle principali destinazioni turistiche. Dal 1875 è stato sponsor della "Dublin Artizan's Dwellings Company", che ha costruito cottage per i poveri a prezzi ragionevoli, ed è stato il precursore del Iveagh Trust, successivamente istituito da suo fratello Edward.
Nel suo più famoso traguardo, ha anche acquistato, curato e donato alla capitale, il parco pubblico centrale di St Stephen's Green, dove si trova la sua statua commissionata dalla città di fronte al Royal College of Surgeons.
Nel 1913 Ardilaun fu avvicinato da Sir Hugh Lane, che voleva costruire una nuova galleria d'arte moderna nel Green dove era collocata la statua di Lord Ardilaun. Fu anche eletto presidente della Royal Dublin Society (1892-1913).

## Matrimonio
Sposò, il 16 febbraio 1871 a Bantry, Lady Olivia Hedges-White (27 agosto 1850-13 dicembre 1925), figlia di William Hedges-White, III conte di Bantry. Non ebbero figli.

## Morte
Morì il 20 gennaio 1915 nella sua casa di St Anne a Dublino e fu sepolto nella All Saints Church a Raheny, di cui aveva sponsorizzato la costruzione. La sua baronia si estinse alla sua morte, ma il titolo di baronetto fu ereditato da suo nipote Algernon.
Alla morte della sua vedova, St. Anne's passò al cugino di Algernon, il reverendo Benjamin Plunket, ex vescovo di Meath, che vendette la maggior parte della proprietà alla Dublin Corporation nel 1937, mantenendo Sybil Hill come sua residenza. La corporazione ha conservato gran parte della tenuta come uno dei più importanti parchi pubblici di Dublino, anche se la casa stessa è stata bruciata nel 1943, con le terre rimanenti utilizzate per le abitazioni.